# La Frontera (El Hierro)
Pour les articles homonymes, voir La Frontera.
La Frontera est une commune de la communauté autonome des Îles Canaries en Espagne. Elle est située au nord-ouest de l'île d'El Hierro dans la province de Santa Cruz de Tenerife.

## Géographie
La commune s'étend sur 8 012 hectares dans la partie nord-ouest de l'île d'El Hierro. Bordée par l'océan Atlantique au nord, elle est limitrophe des deux autres communes d'El Hierro, Valverde à l'est et El Pinar au sud. Son altitude varie du niveau de la mer à 1 501 m, au pic de Malpaso le point culminant de l'île.
La plus grande partie de la commune est située dans la dépression Valle de El Golfo.

### Localisation

Localisation de l'île d'El Hierro dans les Îles Canaries.
Localisation de La Frontera dans l'île d'El Hierro.

|                  | Océan Atlantique      |          |
| Océan Atlantique | La Frontera           | Valverde |
|                  | El Pinar de El Hierro |          |

### Villages de la commune
(Nombre d'habitants en 2005)
- La Frontera (1 354 habitants)
- Tigaday (1 231 habitants)
- Sabinosa (314 habitants)
- Las Puntas (234 habitants)

## Histoire

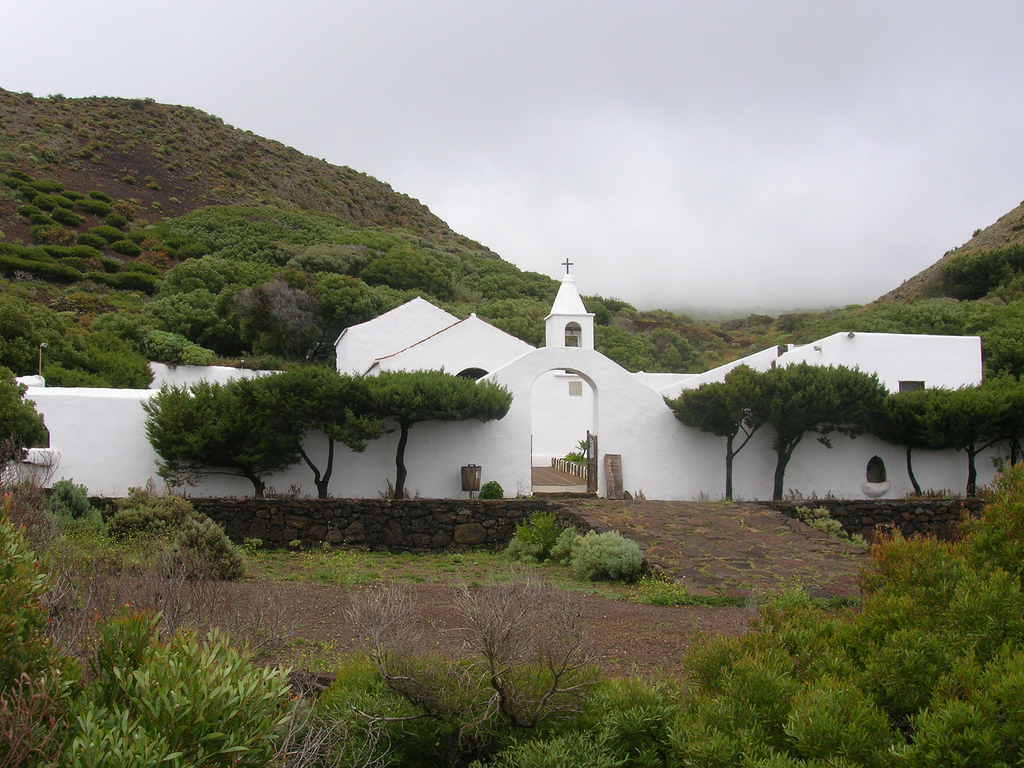
Sanctuaire de Notre-Dame de los Reyes, patronne de El Hierro.

Avant 1912, El Hierro est constituée d'une municipalité unique. Avec la mise en œuvre l'année suivante de la loi constitutive des conseils insulaires, l'île est divisée en deux municipalités, Valverde et La Frontera, qui comprend également El Pinar. En 2007, cette dernière localité est séparée de La Frontera pour former une commune distincte.
Dans La Dehesa est le Sanctuaire Notre Dame de los Reyes (Notre-Dame et les Rois), patronne de El Hierro. Tous les quatre ans célèbre la « Bajada de la Virgen », un pèlerinage dans lequel il est transporté à l'image de la Vierge à Valverde, capitale de l'île. La fête annuelle de Notre-Dame et les Rois est célébrée tous les 24 septembre.

## Culture et patrimoine
- L'église-sanctuaire de Notre-Dame-de-los-Reyes se situe au lieu-dit La Dehesa.